# マインハルト3世 (チロル伯)
マインハルト3世（Meinhard III.,1344年2月9日 - 1363年1月13日）は、14世紀のチロル伯、上バイエルン公。上バイエルン公ルートヴィヒ5世とチロル女伯マルガレーテの次男。

## 生涯
1359年にオーストリア公アルブレヒト2世の娘マルガレーテと結婚。1361年に父が没し、上バイエルンとチロルを相続した。しかし、病弱でありその領土を巡って義兄のルドルフ4世と叔父のシュテファン2世が対立しており、マインハルト3世は初め叔父に引き取られてミュンヘンに連れて行かれるが、後にルドルフ4世によってチロルに戻された。
1363年、子が無いまま死去。直後にルドルフ4世がチロルに急行、チロル女伯マルガレーテからチロルを譲渡させたが、シュテファン2世が異議を唱え、戦争を起こした。最終的に1369年に和睦が成立、シュテファン2世が上バイエルンを取得、ハプスブルク家がチロルを領有した。

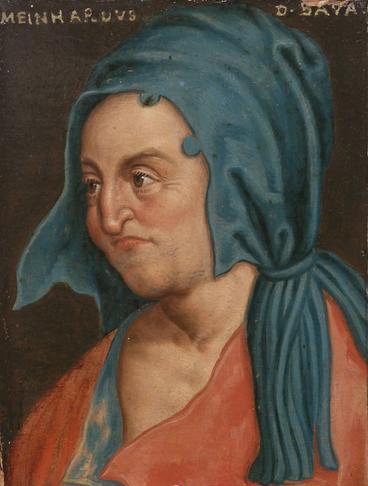
マインハルト3世